# Michał Busłowicz

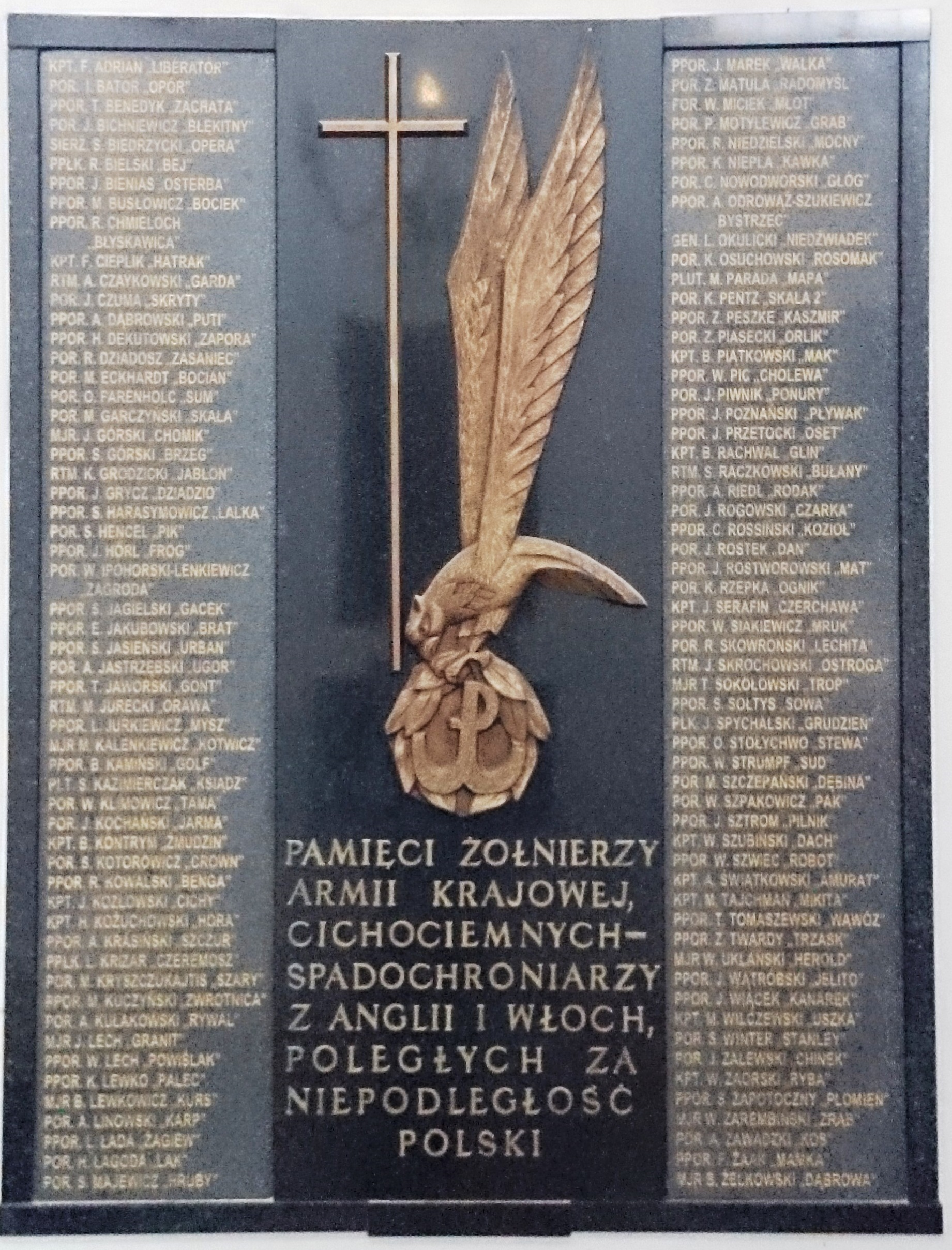
Tablica w kościele św. Jacka w Warszawie, upamiętniająca poległych cichociemnych, w tym Michała Busłowicza

Michał Busłowicz vel Michał Lisowski vel Janusz Bociek vel Maciej Kobuszewski vel Pustoła pseud.: Bociek, Janusz, Żaba (ur. 27 maja?/9 czerwca 1912 w Hryckiewiczach (powiat wołkowyski, gmina Krzemienica), zm. w grudniu 1944 w Niemczech albo Holandii) – porucznik piechoty Wojska Polskiego, Polskich Sił Zbrojnych, Armii Krajowej, uczestnik kampanii francuskiej, Powstania Warszawskiego, cichociemny. Znajomość języków: rosyjski, francuski. Zwykły Znak Spadochronowy nr 0106, Bojowy Znak Spadochronowy nr 1957.

## Życiorys
Był synem Józefa i Emilii z domu Swinder. Uczył się w szkole powszechnej w Krzemienicy, następnie w Państwowym Seminarium Nauczycielskim w Słonimiu. Po jego ukończeniu pojął pracę jako nauczyciel w Świsłoczy. 
W 1937 w Szkole Podchorążych Rezerwy Piechoty, uczestniczył w ćwiczeniach rezerwy w latach 1938 – 1939 w składzie 80 Pułku Piechoty, następnie 77 Pułku Piechoty. Awansowany na stopień plutonowego podchorążego. Działał w Przysposobieniu Wojskowym.
W kampanii wrześniowej 1939 zmobilizowany, przydzielono jako dowódca plutonu Ośrodka Zapasowego 77 Pułku Piechoty 19 Dywizji Piechoty. 23 listopada przekroczył granicę z Rumunią, 6 grudnia 1939 dotarł do Francji.
Wstąpił do Polskich Sił Zbrojnych na Zachodzie pod dowództwem francuskim, przeszkolony w  Coëtquidan, przydzielony do 5 Pułku Strzelców Pieszych. W jego składzie uczestnik kampanii francuskiej, m.in. ciężkich walk nad Saoną. Awansowany na stopień sierżanta podchorążego, ze starszeństwem od 1 maja 1940.
20 czerwca 1940 przekroczył granicę ze Szwajcarią, internowany. Uciekł, przedostał się do nieokupowanej części Francji, następnie przez Pireneje do Hiszpanii, Maroka (Casablanca), przez Gibraltar dotarł 9 lutego 1941 do Wielkiej Brytanii. Wstąpił do Polskich Sił Zbrojnych na Zachodzie pod dowództwem brytyjskim, od 9 lutego 1941 przydzielony do 1 Pułku Rozpoznawczego.
Zgłosił się do służby w Kraju, Przeszkolony ze specjalnością w dywersji na kursach specjalnych dla kandydatów na cichociemnych, m.in. dywersyjno – strzeleckim (STS 25, Inverlochy), podstaw wywiadu (STS 31, Bealieu), spadochronowym, walki konspiracyjnej, odprawowym STS 43 (Audley End), i in. Zaprzysiężony na Rotę ZWZ/AK 26 października 1942 w Audley End przez szefa Oddziału VI (Specjalnego), ppłk dypl. Michała Protasewicza ps. Rawa. Przydzielony do Oddziału VI (Specjalnego) Sztabu Naczelnego Wodza. Awansowany na stopień podporucznika 1 grudnia 1942.
Skoczył ze spadochronem do okupowanej Polski w nocy 16/17 lutego 1943, w sezonie operacyjnym „Intonacja”, w operacji lotniczej „Saw”, z samolotu Halifax DT-725 „J” (138 Dywizjon RAF) na placówkę odbiorczą „Koń”, w okolicach miejscowości Włodzimierzów, Sulejów, widły Pilicy i Czarnej, 21 km od Piotrkowa Trybunalskiego. Razem z nim skoczyli: ppor. Henryk Januszkiewicz „Spokojny”, podchorąży Adolf Pilch „Góra” „Dolina” i podchorąży Bolesław Odrowąż-Szukiewicz „Bystrzec”. Po skoku „Bystrzec” poniósł śmierć na skutek tylko częściowego otwarcia spadochronu.
Po aklimatyzacji do realiów okupacyjnych w Warszawie, od marca 1943 przydzielony jako oficer do specjalnych zleceń cichociemnego mjr Jana Górskiego ps. Chomik, szefa sztabu Komendy Obszaru Białystok AK Obszaru. Wielokrotny kurier do Komendy Głównej AK. W kwietniu i maju 1944 pracował przy likwidacji Obszaru.
W Powstaniu Warszawskim przydzielony do Brygady Dyspozycyjno - Zmotoryzowanej „Młot” („Koło”) NSZ, od 9 sierpnia do i Grupy „Północ” na Starym Mieście,  19 sierpnia ranny.  Od 27 sierpnia w sztabie Zgrupowania „Trzaska” kpt. Eugeniusza Konopackiego oraz dowódca 1 plutonu 9 kompanii strzelców Batalionu „Wigry”. Walczył wraz z batalionem na Starym Mieście w rejonie Kamiennych Schodków i Kościelnej. Dowódca ostatniego patrolu osłonowego na Placu Krasińskich  w czasie zejścia oddziałów śródmiejskich do kanałów.
Podczas walk w Śródmieściu od 13 września dowódca odcinka mjr Włodzimierza Zawadzkiego ps. Bartkiewicz: ul. Świętokrzyska – „Prudiential” – Mazowiecka. Od 21 września na pododcinku „Radzymin”, w narożniku ul. Marszałkowskiej oraz ul. Królewskiej.
Po upadku powstania w niewoli niemieckiej, osadzony w obozie jenieckim Bergen-Belsen. W grudniu 1944 uciekł z obozu, jednak został schwytany na terenie Holandii. W czasie transportu do obozu, przy próbie powtórnej ucieczki, został zastrzelony.

## Awanse
- sierżant  podchorąży - ze starszeństwem od 1 maja 1940
- podporucznik – 1 grudnia 1942 roku
- porucznik

## Odznaczenia
- Krzyż Srebrny Orderu Virtuti Militari
- Krzyż Walecznych – czterokrotnie

## Upamiętnienie
- W lewej nawie kościoła św. Jacka przy ul. Freta w Warszawie odsłonięto w 1980 roku tablicę Pamięci żołnierzy Armii Krajowej, cichociemnych – spadochroniarzy z Anglii i Włoch, poległych za niepodległość Polski. Wśród wymienionych 110 poległych cichociemnych jest Michał Busłowicz.
- W Sali Tradycji Jednostki Wojskowej GROM znajduje się tablica upamiętniająca Cichociemnych Spadochroniarzy Armii Krajowej, którzy oddali życie za Ojczyznę, jest na niej wymieniony.
- W centrum wsi Hryckiewicze odsłonięto w 2006 roku staraniem Jana Chwieduka z Hrycewicz i rodziny Michała Busłowicza tablicę o treści: „Pamięci / p.por. MICHAŁA /BUSŁOWICZA / ur. w Hryckiewiczach w 1912 r. / Poległ w walce w 1944 r. / Powstaniec Warszawski / „Cichociemny” / Odznaczony Virtuti Militari / 4-kr. Krzyżem Walecznych / Jest chlubą naszego Narodu”[5].